# Ovládací panely (Windows)
Ovládacími panely se rozumí komponenta operačního systému Microsoft Windows, která umožňuje uživateli přístup k systémovým nastavením. Obsahuje sekce, které umožňují instalaci a odinstalaci hardwaru a softwaru, ovládání uživatelských účtů, změny uživatelské přístupnosti, nastavení sítě apod. Dodatečné sekce mohou dodávat třetí strany.

## Přehled
Ovládací panely jsou součástí Microsoft Windows již od Windows 1.0, přičemž každá další verze Windows přidávala nové sekce. Nejdříve byly ovládací panely samostatným programem, ve Windows 95 se staly „speciální složkou“, tedy složkou přístupnou z nabídky Start, která fyzicky neexistuje, ale v rámci průzkumníku souborů umožňuje přístup k dalším funkcím systému. Ve Windows XP byly jednotlivé sekce panelů kategorizovány, uživatel však mohl spustit výpis stejný jako z původních verzí. Ve Windows Vista a Windows 7 byly přidány další úrovně nástroje a nástroj se vůbec stal hlavním prostředím pro měnění systémových nastavení.
Ve Windows 8 začala nástroj Ovládací panely vytlačovat nová aplikace Nastavení, oba nástroje však existují souběžně. Ačkoliv pozdější verze Windows Ovládací panely ne zcela podporují, v Ovládacích panelech se stále nalézají nastavení, která nelze provést jiným způsobem než použitím tohoto nástroje. K Ovládacím panelům se lze dostat pomocí příkazu control panel v nástroji Spustit.